# Konstancja Raczyńska
Konstancja Raczyńska z Potockich (ur. 1781 w Tulczynie, zm. 1852) – polska tłumaczka, ilustratorka, córka Stanisława Szczęsnego Potockiego, żona Jana Potockiego i Edwarda Raczyńskiego.

## Życiorys
Konstancja Potocka urodziła się w 1781 roku w Tulczynie, w jednej z najbogatszych rodzin magnackich. Była szóstym dzieckiem Stanisława Szczęsnego Potockiego i Józefy Mniszchówny. Małżeństwo jej rodziców nie należało do udanych i rozstali się ostatecznie w 1798 roku. Wcześniej zaś krążyły plotki, iż większość dzieci urodzonych przez Józefę pochodzi z nieprawego łoża, zaś ojciec Konstancji od 1791 roku utrzymywał stałą relację z Zofią Wittową.
Mimo wielkiego posagu, Konstancja miała trudności ze znalezieniem męża, w głównej mierze ze względu na złą sławę jej ojca Targowiczanina. W 1799 roku wyszła za mąż za swojego kuzyna, starszego od siebie o dwadzieścia lat Jana Potockiego – według rodzinnej legendy to ona pierwsza wysunęła małżeńską inicjatywę. Związek ten zaowocował trójką dzieci: urodzonym w 1800 roku Bernardem, urodzoną w 1803 roku Ireną i urodzoną w 1805 roku Teresą.

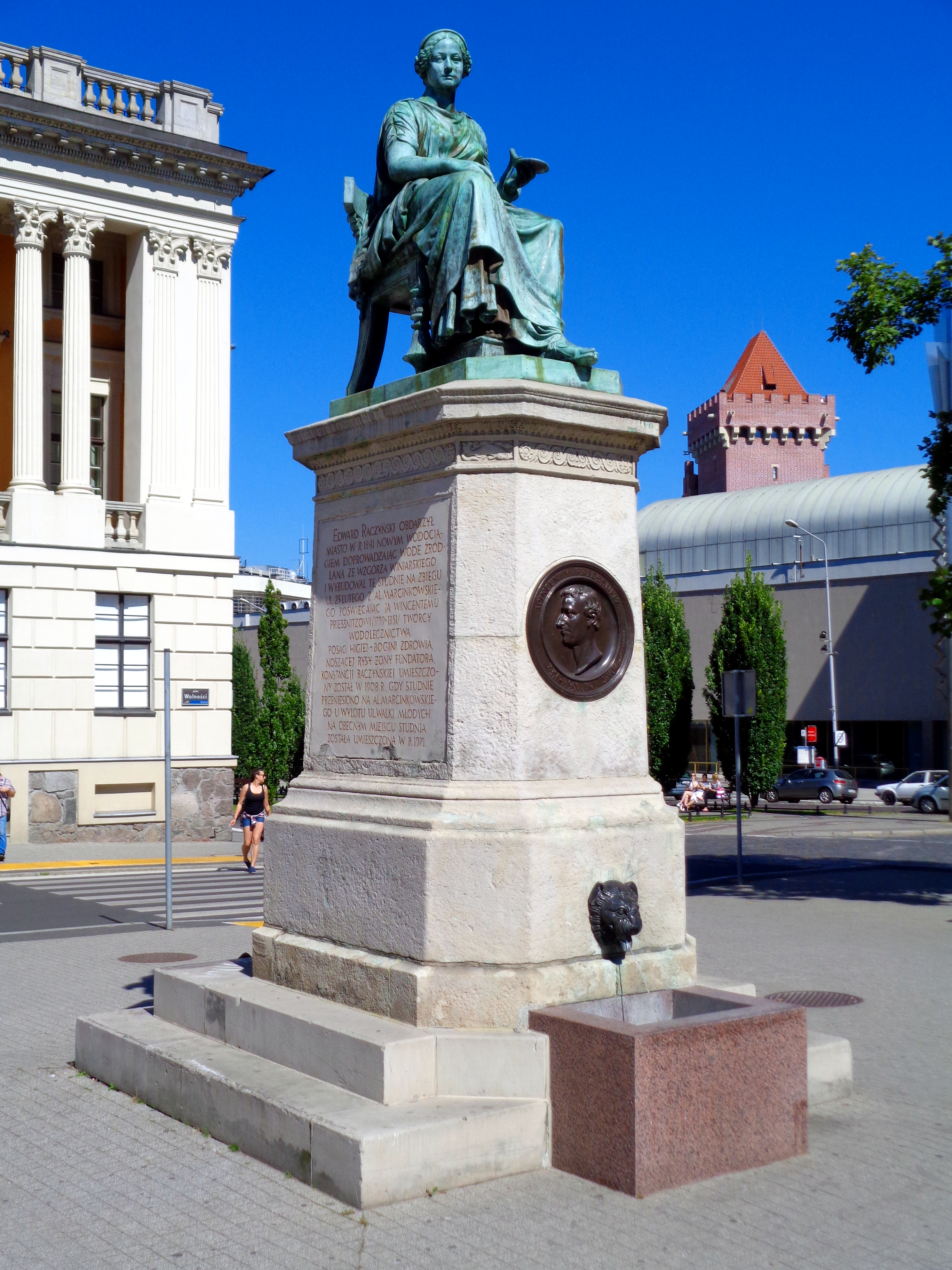
Pomnik Konstancji jako bogini Higiei w Poznaniu

Małżeństwo Konstancji i Jana rozpadło się w ciągu kilku następnych lat. Jan Potocki w 1806 roku zdecydował się wziąć udział w rosyjskiej ekspedycji na Syberię. Kiedy wrócił w 1808 roku, żona zażądała rozwodu, który rok później doszedł do skutku. Po sześciu latach od rozwodu, w 1815 roku, Jan Potocki popełnił samobójstwo.
Konstancja osiadła w Warszawie i poświęciła się wychowaniu i kształceniu dzieci. Zapewne około 1815 roku poznała Edwarda Raczyńskiego. Między Konstancją a młodszym od niej o pięć lat Edwardem rozpoczął się romans, który w 1820 roku zaowocował narodzinami syna Rogera. Związek został zalegalizowany dopiero w 1826 roku, po śmierci Kazimierza Raczyńskiego, przeciwnego temu małżeństwu seniora rodu. Małżeństwo należało do bardzo udanych. Edward i Konstancja współpracowali przy tworzeniu Biblioteki Raczyńskich w Poznaniu (1829 rok), której później Konstancja przekazała zakupione z własnych funduszy rękopisy nabyte od Juliana Ursyna Niemcewicza. Małżeństwo prowadziło również działalność wydawniczą, Konstancja tłumaczyła lub współtłumaczyła dzieła, takie jak Portfolio królowej Marii Ludwiki i Materiały do historii Stanisława Leszczyńskiego. Jej autorstwa są również ilustracje Wspomnień Wielkopolski, pierwszego dzieła dotyczącego wielkopolskiej regionalistyki.
Podczas powstania listopadowego Konstancja przebywała wraz z posłanym do Berlina w misji dyplomatycznej mężem, wspierała także swojego syna Bernarda, który zgłosił się do armii i synową Klaudynę z Działyńskich Potocką, organizującą szpitale polowe.
W 1845 roku Edward Raczyński popełnił samobójstwo. Konstancja przeżyła swojego męża o siedem lat, zmarła w wieku 71 lat w 1852 roku. Jej pomnik jako bogini Higiei, zamówiony przez Edwarda w 1841 roku, stoi przy grobowcu przy Kościele św. Wawrzyńca w Zaniemyślu, w którym są oboje pochowani. Wykonany ponad pół wieku później odlew, podarowany w 1908 roku przez Edwarda Aleksandra Raczyńskiego (wnuka Edwarda), stoi na poznańskim Placu Wolności przed wejściem do Biblioteki Raczyńskich.